# Abd al-Rahman ibn Abd Allah al-Ghafiqi
ʿAbd al-Raḥmān ibn ʿAbd Allāh al-Ghāfiqī (in arabo عبد الرحمن بن عبد الله الغافقي‎?; ... – Poitiers, ottobre 732) è stato un generale arabo, degli Omayyadi che fu governatore (Wālī) di al-Andalus nel 721, ad interim, e poi dal 730 al 732.

## Origine
ʿAbd al-Raḥmān era figlio di ʿAbd Allāh al-Ghāfiqī, di cui non si conoscono gli ascendenti, come riportano sia la Histoire de la conquête de l'Espagne par les Musulmans, sia gli Ajbar Machmuâ: crónica anónima, e la Ibn Abd-el-Hakem's History of the Conquest of Spain.

La penisola iberica, nel 721, durante il 1º mandato di ʿAbd al-Raḥmān ibn ʿAbd Allāh al-Ghāfiqī

La penisola iberica, nel 732, durante il 2º mandato di ʿAbd al-Raḥmān ibn ʿAbd Allāh al-Ghāfiqī

## Biografia
Rinomato tābiʿī, partecipò alla conquista musulmana della Penisola iberica (711-714) e poi a numerose spedizioni militari contro le sacche di resistenza cristiana nelle Asturie tra il 730 e il 731, oltre ad avere sedato diverse rivolte in Spagna.
Dopo la sconfitta subita dai musulmani a Tolosa del 721 le truppe arabo-berbere islamiche acclamarono il loro generale ʿAbd al-Raḥmān comandante dell'esercito e wālī di al-Andalus ad interim, che quindi resse il governo di al-Andalus fino a quando fu nominato wālī ʿAnbasa ibn Suḥaym al-Kalbī, come riporta la Histoire de l'Afrique et de l'Espagne.

Il Diccionario biográfico español, Real Academia de la Historia riporta che ʿAbd al-Raḥmān era un uomo pio, che apparteneva alla generazione che aveva conosciuto vari Compagni del profeta Maometto e godeva di un enorme prestigio nella penisola iberica, tanto che gli assassini di ʿAbd al-ʿAzīz ibn Mūsā, nel 716, cercarono la sua collaborazione in quanto era considerato la persona di maggior prestigio in al-Andalus.
Nel maggio del 730, come conferma la Histoire de l'Afrique et de l'Espagne, ʿAbd al-Raḥmān fu nominato Wālī di al-Andalus, carica che mantenne per circa due anni e mezzo.

Come i suoi predecessori, ʿAbd al-Raḥmān continuò a ignorare la presenza di Pelagio, che, nelle Asturie, con un nucleo di seguaci, controllava una parte del territorio, come riporta anche gli Ajbar Machmuâ: crónica anónima, riferendosi all'anno 728.
Nell'autunno del 731, alla testa delle sue truppe, ʿAbd al-Raḥmān attraversò i Pirenei, penetrò in Aquitania, e approfittando delle difficoltà del duca d'Aquitania Oddone (che era impegnato contro i Franchi di Carlo Martello) lo sconfisse nella Battaglia della Garonna, mentre secondo l'anonimo continuatore del cronista Fredegario e gli Annales Mettenses ʿAbd al-Raḥmān al-Ghāfiqī fu chiamato dallo stesso Oddone I per contrastare Carlo Martello, ma che una volta arrivati a Bordeaux cominciarono a uccidere e a bruciare alcune chiese. Anche secondo l'Ex Chronico Hermanni contracti i Saraceni, chiamati da Oddone I, devastarono la Gallia, inclusa l'Aquitania.
Dopo la conquista, il saccheggio e l'incendio di tutte le chiese di Bordeaux Oddone fu costretto a un'alleanza contro i Franchi con ʿAbd al-Raḥmān, il cui esercito continuava l'avanzata verso il nord dell'Aquitania, saccheggiando i ricchi monasteri, fino a Poitiers, che, assediata, seppe resistere; ma mentre il grosso dell'esercito proseguiva verso Tours (dove contava di saccheggiare i tesori custoditi nelle chiese della città), la basilica di Sant'Ilario, fuori dalle mura di Poitiers, fu incendiata.
Allora Oddone, sciolta l'alleanza con i musulmani, implorò l'aiuto di Carlo, il quale, dopo la riconciliazione, accorse e si attestò alla confluenza dei fiumi Clain e Vienne.
I due eserciti si fronteggiarono per sette giorni e finalmente, un sabato di ottobre del 732 (cento anni esatti dalla morte di Maometto, come riporta lo storico Christian Pfister), si scontrarono vicino a Poitiers, e, pur superiore di numero, l'esercito di ʿAbd al-Raḥmān fu sconfitto dai Franchi di Carlo Martello e il generale perse la vita assieme a molti dei suoi uomini.

Quando i Franchi, il giorno successivo alla battaglia, cercarono di riprendere il combattimento, si accorsero che gli arabi erano fuggiti abbandonando i loro accampamenti con tutto il materiale bellico, come riporta lo storico C.H. Becker.
Secondo alcuni cronisti arabi il generale ʿAbd al-Raḥmān era una persona molto amata sia dal suo popolo che dai suoi soldati.

### Fonti primarie
- (LA)  Fredegario, FREDEGARII SCHOLASTICI CHRONICUM CUM SUIS CONTINUATORIBUS, SIVE APPENDIX AD SANCTI GREGORII EPISCOPI TURONENSIS HISTORIAM FRANCORUM.
- (LA)  Annales Mettenses Priores.
- (LA)  Monumenta Germaniae historica, Scriptorum, tomus 1.
- (LA)  Rerum Gallicarum et Francicarum Scriptores, tomus tertius.
- (FR)  Histoire de la conquête de l'Espagne par les Musulmans
- (FR)  #ES Histoire de l'Afrique et de l'Espagne
- (ES)  Ajbar Machmuâ: crónica anónima
- (EN)  #ES Ibn Abd-el-Hakem's History of the Conquest of Spain

### Letteratura storiografica
- M. Christian Pfister, "La Gallia sotto i franchi merovingi: vicende storiche", in Storia del mondo medievale, vol. I, 1999, pp. 688–711
- C.H. Becker, "L'espansione dei saraceni in Africa e in Europa", in Storia del mondo medievale, vol. II, 1999, pp. 70–96